# Turismo en Florencia (Caquetá)

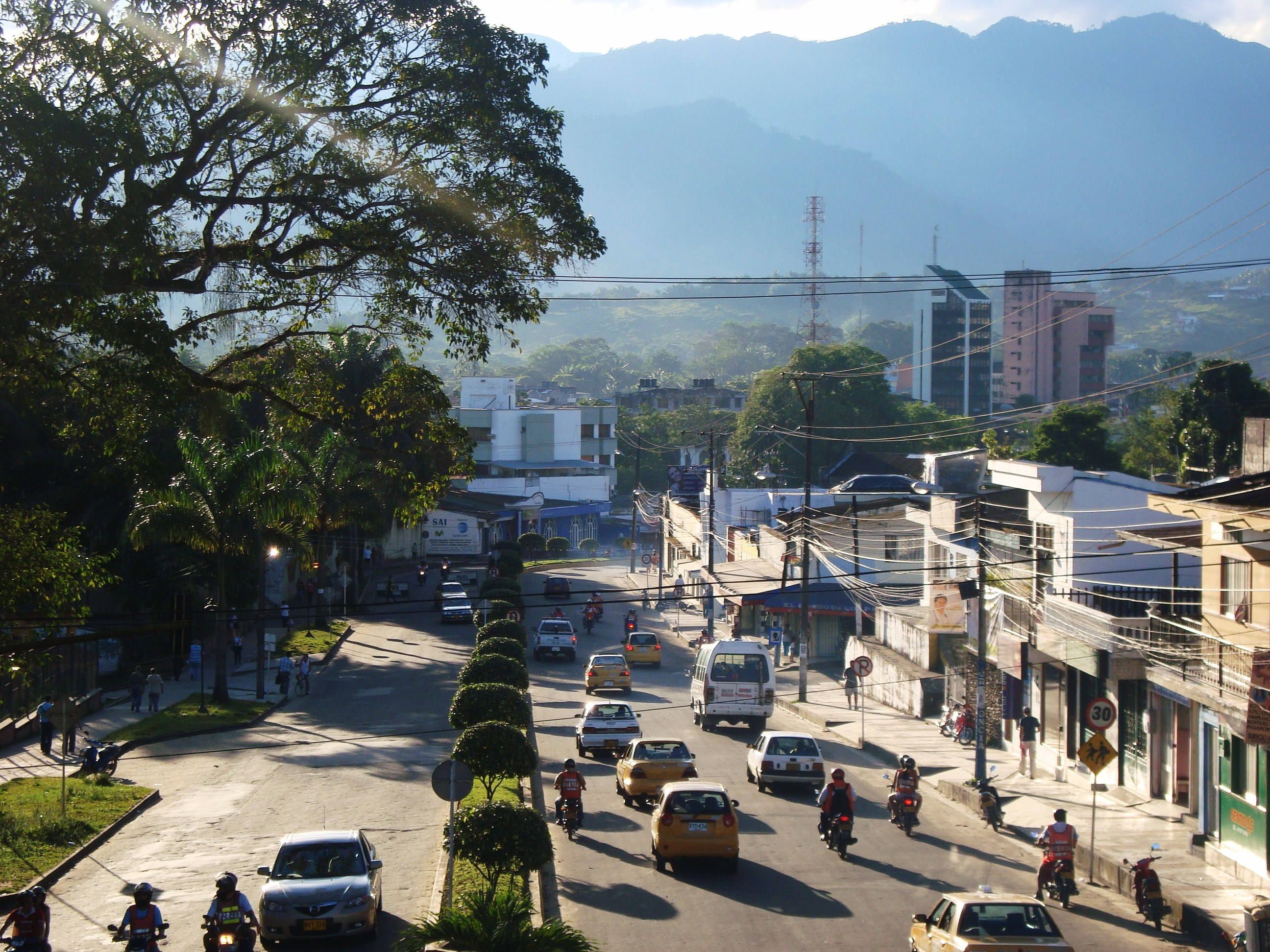
Florencia (Caquetá), capital ecoturística de Colombia.

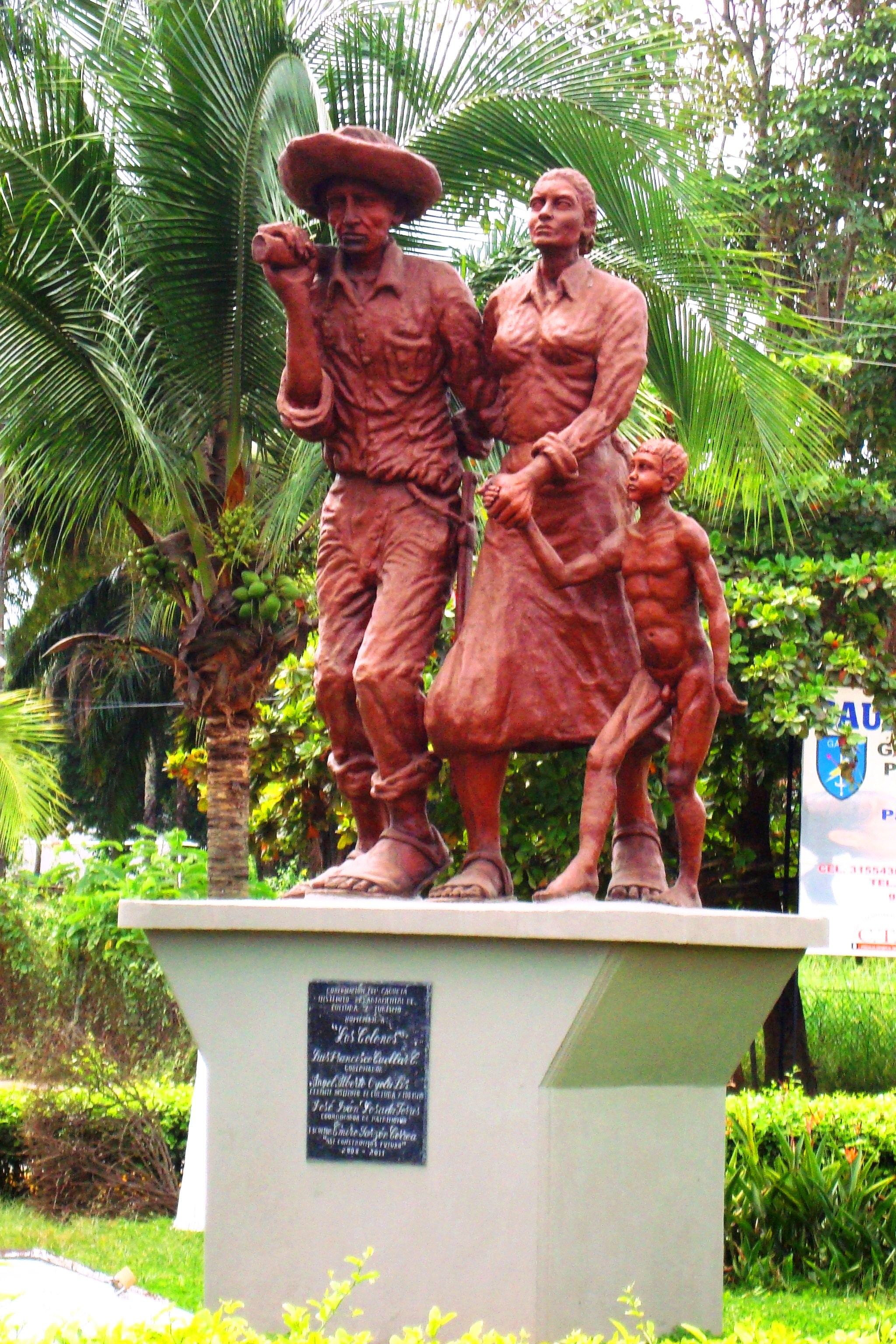
Monumento a los Colonos.

El Turismo en Florencia (Caquetá) se refiere al sector del turismo en la ciudad colombiana de Florencia, capital del departamento de Caquetá. La actividad turística en Florencia es impulsada principalmente por el Ministerio de Comercio, Industria y Turismo del gobierno de Colombia, y a nivel local por la Alcaldía de Florencia y por el Instituto Departamental de Cultura, Deporte y Turismo del Caquetá.
La ciudad ofrece una amplia variedad de restaurantes y sitios de esparcimiento nocturno, la mayoría de ellos ubicados en la zona rosa de la ciudad, cerca del parque longitudinal Paseo de los Fundadores. Destacan de igual forma sus parques, iglesias, edificios históricos y construcciones modernas. En Florencia existen múltiples monumentos públicos que rinden homenaje a los personajes y hechos históricos de la región, siendo los más conocidos el Monumento a los Colonos, a la Diosa del Chairá y a la Ciencia, Hombre y Manigua.
Adicionalmente existen varios museos en Florencia, siendo el Museo Etnográfico y Centro Indigenista del Caquetá uno de los más visitados, pues en sus instalaciones se encuentra una detallada colección de más de diez mil piezas precolombinas pertenecientes a las tribus originarias de la región. La ciudad también es reconocida por su folclor, expresado a través de sus festivales y ferias que se desarrollan principalmente en los meses de junio y julio en el marco de las fiestas sampedrinas, así como en octubre (Feria ExpoFlorencia) y diciembre (Festival Musical El Colono de Oro).

## Capital Ecoturística de Colombia
En los últimos años, la administración de la ciudad ha establecido al turismo ecológico o ecoturismo como uno de los siete ejes estratégicos de su Plan de Desarrollo, por lo que ha venido ejecutando diversas actividades para posicionar a Florencia como la capital ecoturística de Colombia, entre las que se destaca el Festival y Reinado Nacional de la Ecología.
La presentación de Florencia como destino ecoturístico resalta lo fascinante y exótico de los paisajes naturales del municipio enmarcados en el piedemonte amazónico. Estas llanuras son cruzadas por ríos y quebradas que constituyen un santuario para la exuberante fauna y flora de la región.

## Infraestructura hotelera

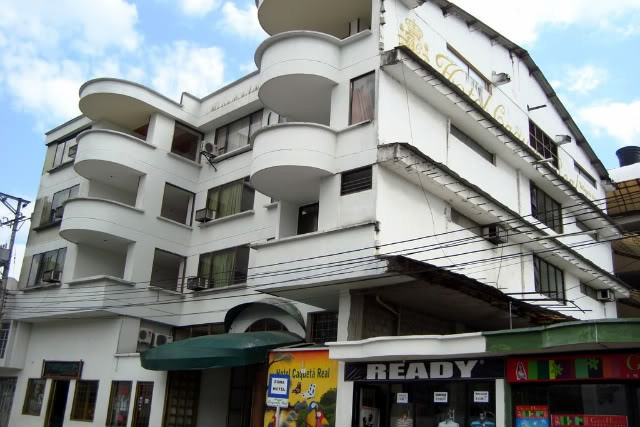
Uno de los hoteles en el centro de Florencia.

Para 2010, Florencia contaba con una oferta total en servicios de alojamiento de 82 establecimientos registrados, con una capacidad de 1.744 plazas en 1.301 habitaciones. El 32% de los establecimientos corresponde a hoteles, el 54% a residencias, el 8% a apartamentos, el 5% a centros recreacionales o alojamiento turístico y el 1% a hostales.
La mayoría de hoteles, residencias y apartamentos se encuentran en el centro de la ciudad. Los centros recreacionales se encuentran ubicados en la zona suburbana de Florencia, sobre la vía que conduce a la ciudad de Neiva, en el vecino departamento del Huila.
Las ciudades de mayor procedencia de los visitantes alojados en hoteles de Florencia son Bogotá, Neiva, Pitalito, Ibagué, Medellín, Pereira, Bucaramanga y Mocoa.

## Acceso
Para llegar a Florencia se puede acceder por vía aérea a través del Aeropuerto Gustavo Artunduaga Paredes, con vuelos regulares desde Neiva, Bogotá y en conexión desde las principales ciudades del país. Por vía terrestre desde Bogotá se sale por la Autopista Sur para tomar la Carretera Nacional 45 hasta Neiva, Garzón, y en Altamira se toma la carretera a Florencia (Carretera Nacional 20).

## Sitios naturales

### Cerro Sinaí
Ubicado en la vereda Nueva Jerusalén, se alza 800 metros sobre el nivel del mar en un ramal de la cordillera oriental, que se convierte en un mirador de Florencia y los valles del río Orteguaza.

### Salto del río Caraño
Formado por el río Caraño cuando se precipita en una caída vertical de aproximadamente 50 metros de altura. La base de la cascada es de difícil acceso debido a que las paredes verticales son de roca lisa. Está ubicado en la vereda Villaraz del corregimiento homónimo.

### Salto de las Golondrinas
Está ubicado en el kilómetro 15 por la antigua vía a Neiva, en la vereda La Paz del corregimiento El Caraño. Es una cascada de aproximadamente 10 metros de altura que en la parte inferior conforma una pileta de poca profundidad, donde se practica el torrentismo.

### Cascada La Novia
Se localiza en la vereda El Cóndor (corregimiento El Caraño (Florencia)) a 1200 m s. n. m., sobre la vía que de Florencia conduce a Neiva. Forma una caída de agua de manantial de aproximadamente 35 metros.

### Cascada Nueva Jerusalén
Se ubica en la vereda homónima en el corregimiento El Caraño (Florencia). Es una cascada de 65 metros de altura dividida en dos caídas verticales y un techo o repisa. En este lugar se practica ampliamente el rápel.

### Cascada La Avispa
Junto a la cascada El Avispón, la cascada La Avispa se ubica en la vereda La Holanda del corregimiento Santo Domingo. Al fondo de la cascada se encuentra una piscina natural, ampliamente valorada por sus visitantes.

### Balneario Las Pailas
Localizado a 7 km de la cabecera municipal en el corregimiento Santo Domingo. Es un sitio reconocido por sus aguas cristalinas y la diversidad de saltos, cajones y piscinas naturales entre rocas de feldespato que se forman en el trayecto de la quebrada La Mochilero.

### Río Hacha
El río Hacha cuenta con varios rápidos a lo largo de su cauce, utilizados para la práctica del kayak. Sobre su margen derecha se encuentran varios sitios de recreación con piscinas naturales. El río forma un cañón al atravesar las faldas de la Cordillera Oriental.

### Río Orteguaza
El río Orteguaza es de gran importancia comercial y social, ya que por sus aguas navegan remolcadores y pequeños barcos transportando personas, ganado, maderas y otras mercancías. Se realizan recorridos turísticos en ferry desde Puerto Arango, ubicado en el Corregimiento de Venecia.

### Quebrada La Perdiz
Es una corriente de aguas cristalinas antes de encontrarse con la ciudad de Florencia. En ella se encuentran varias especies de flora y fauna silvestre como mamíferos, reptiles, anfibios, peces y gran cantidad de aves. Sobre la quebrada se han construido varios puentes colgantes y caminos verdales utilizados como senderos interpretativos en actividades del ecoturismo e investigación científica.

### Vereda Nueva Jerusalén
Se encuentra ubicada sobre la antigua vía a Neiva. Sus límites naturales son el río Hacha y la quebrada La Perdiz, que forman un estratégico e interesante corredor biológico. Gran parte de la vegetación es de bosque primario y segundario, donde crece una gran diversidad de especies de flora y fauna. El senderismo es una práctica común en la zona.

### Sendero Moniya Amena
Escenario natural propicio para la práctica del senderismo. En sus alrededores se encuentran cultivos de frutales amazónicos, huertas y viveros comunitarios, artesanías, sitios para acampar, una maloca de la comunidad Uitoto y un sendero interpretativo, en donde se encuentra emplazado un puente colgante a más de 15 metros de altura, ideal para la práctica de rápel, así como dos pequeñas formaciones cavernarias formadas por el paso del agua.

### Cueva de los guácharos
Se trata de un sistema cavernario, en cuyo interior se aprecian diferentes especies de murciélagos e insectos típicos de estos sistemas. Estas cuevas se caracterizan por la ausencia de estalactitas o estalagmitas y por la gran diversidad biológica debido a que son usadas por los animales silvestres como refugio. Este sistema hace parte del parque nacional natural Cueva de los Guácharos.

## Edificios históricos

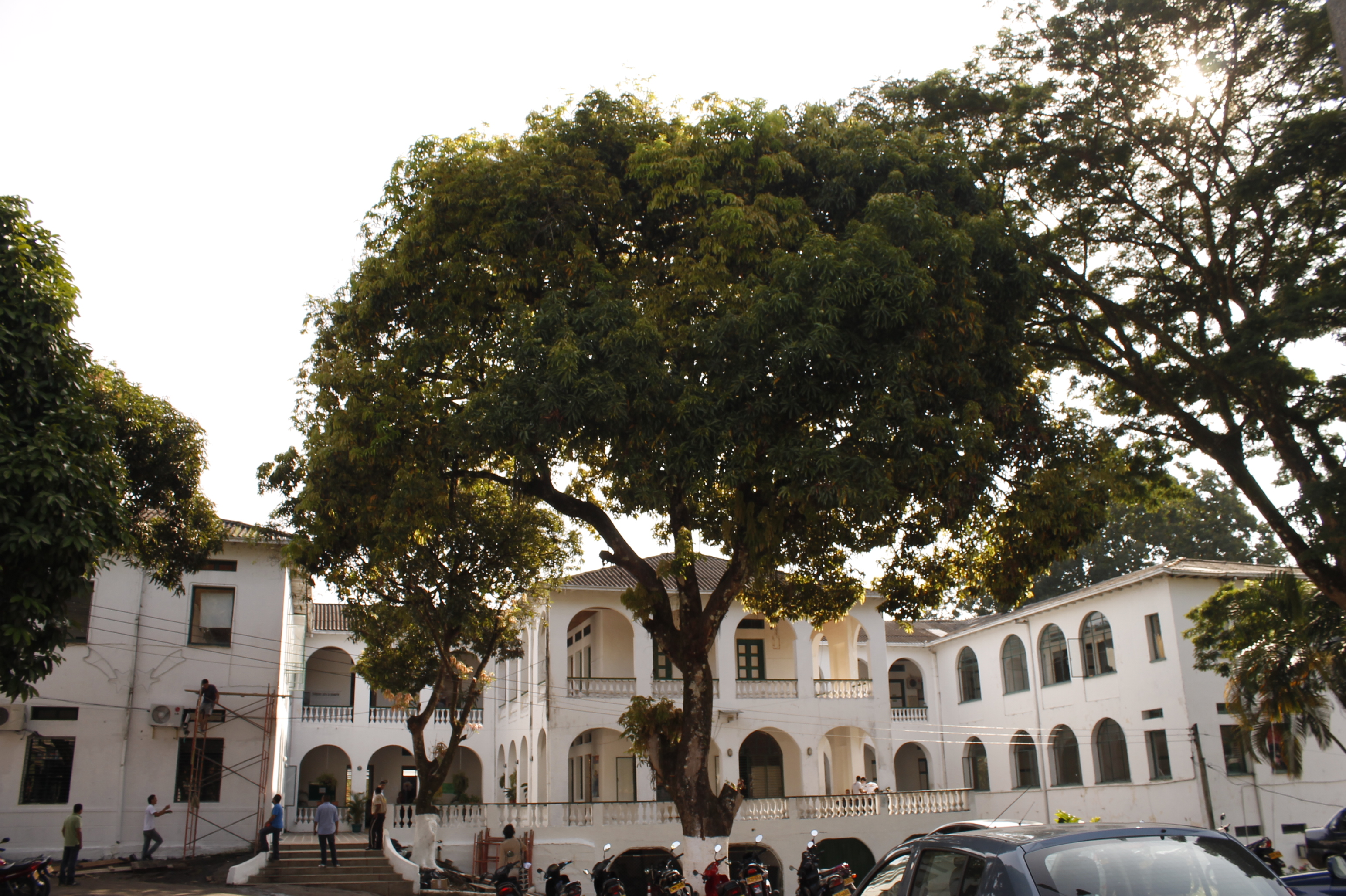
Edificio Curiplaya, actual Palacio de la Cultura y de Bellas Artes de Florencia.

### Edificio Curiplaya
Es una de las edificaciones más antiguas e imponentes que existen en el municipio de Florencia y representa para la región un gran valor arquitectónico, histórico, turístico y cultural. Cuenta con una concha acústica, donde se realizan anualmente grandes eventos culturales como el Festival El Colono de Oro. Actualmente es sede del Instituto Departamental de Cultura, Deporte y Turismo, del Fondo Mixto Artesanal, tienda artesanal, Biblioteca Pública Municipal, entre otros.
El lugar donde se ubica este edificio sirvió como sede en 1902 de la agencia cauchera "La Perdiz" y como matadero municipal. Luego fue comprado por la Comisaría del Caquetá en 1945 para construir el Hotel Curiplaya (que significa Playa Dorada, en la lengua huitoto). Esta construcción fue terminada en la década de los 50 por el arquitecto Eduardo Ferreira.
En 1968 fue cerrado el Hotel y pasó a ser sede de la emisora La Voz del Caquetá; luego fue sede de la Alcaldía de Florencia hasta 1986, fecha en la que sirvió como sede a la rama judicial hasta que en 1995 la Alcaldía Municipal ordena la remodelación arquitectónica del edificio para convertirlo en el Palacio de la Cultura y las Artes de la Amazonia. Fue declarado Bien Cultural de Carácter Nacional por el Ministerio de Cultura, según resolución 1752 de 2000.

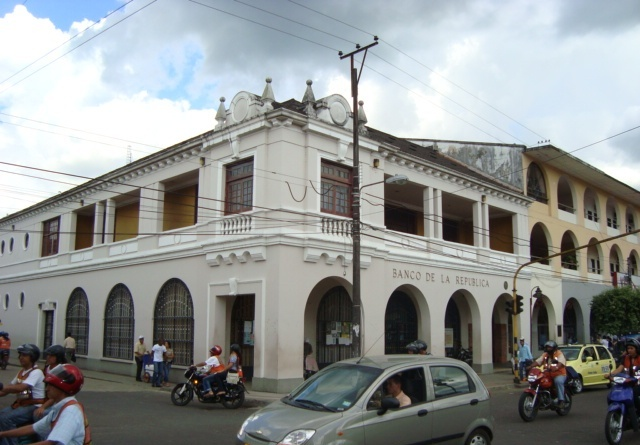
Biblioteca de la sucursal del Banco de la República en Florencia.

### Edificio del Banco de la República
La construcción de la edificación inició en noviembre de 1945 y fue terminada en marzo de 1948. Cuenta con una arquitectura historicista colonial en una estructura de dos plantas, con sus arcos y ventanales que hacen juego con en el entorno de la Plaza Pizarro. El Área Cultural del Banco de la República de Florencia abrió sus puertas a la comunidad en el año 2002.

### Colegio de los Sagrados Corazones
Fue construido por el padre Juan Viessi e inaugurado en 1950. De su arquitectura sobresalen los grandes ventanales y arcos de medio punto, típicos de las construcciones diseñadas por este padre italiano.

### Normal Superior de Florencia
El 8 de marzo de 1953 fue fundada la Escuela Normal Nacional para Señoritas, gracias a la labor del obispo de Florencia, monseñor Antonio María Torasso. La construcción del actual edificio de la Normal Superior de Florencia inició el 8 de marzo de 1956.

### Casa Valencia
Edificio construido en los años cincuenta por el arquitecto Eduardo Ferreira. Su fachada en forma triangular está adornada por balaustres, balcones y ventanas que se complementan con el estilo historicista colonial de las edificaciones cercanas ubicadas alrededor de la Plaza Pizarro.

### Plaza de Mercado La Concordia
Ubicada en el centro de la ciudad, es la principal plaza de mercado de Florencia. Tiene forma rectangular con entradas por los cuatro costados, exteriormente adoquinada e iluminada, con estructura arquitectónica de mediados del siglo XX, obra del ingeniero Jaime Ferreira. Su cubierta interior es en madera y la luz entra por celosías de cemento de la época. Se empezó a construir en 1944 y fue inaugurada en 1950.

## Construcciones modernas

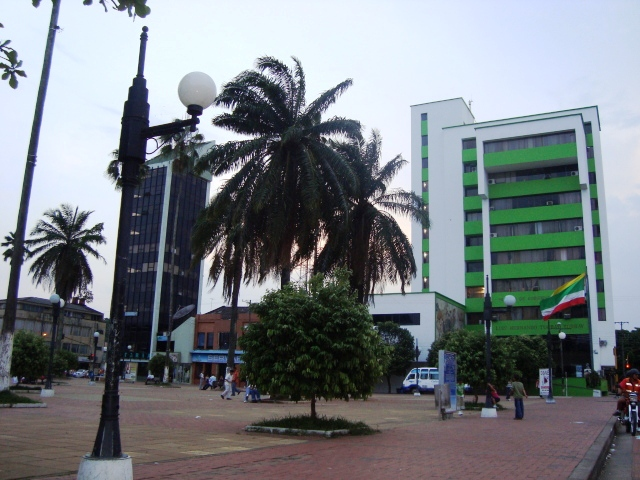
Torre Jorge E. Gaitán y Palacio Municipal Luis Hernando Turbay Turbay.

### Palacio Municipal Luis Hernando Turbay Turbay
Fue construido sobre las ruinas de la antigua sede de la Sexta División del Ejército, a un costado de la Plaza Pizarro. Sus instalaciones cuentan con doce pisos construidos con un estilo moderno que simboliza el crecimiento arquitectónico de Florencia. En la plazoleta exterior del edificio se ubica el mural Makatañú, el busto de Luis Carlos Galán Sarmiento y las banderas del municipio de Florencia, del departamento del Caquetá y de la República de Colombia.

### Gobernación del Caquetá
La construcción del edificio de la Gobernación empezó a fines del gobierno de Carlos Lleras Restrepo y fue inaugurado durante el gobierno de Misael Pastrana Borrero, siendo intendente del Caquetá Gustavo Hernández Riveros. Actualmente funcionan en estas instalaciones las oficinas de la Gobernación del Caquetá y el recinto de la Asamblea Departamental.

### Torre Jorge Eliécer Gaitán
Su construcción inició en el año de 1984 y fue inaugurado el 25 de enero de 1986, con el nombre de Asociación Jorge Eliécer Gaitán. Esta construcción forma parte de la modernización de la capital, por ser el primer edificio de 12 pisos construido con fachada de vidrios y con servicio de ascensor en la ciudad.

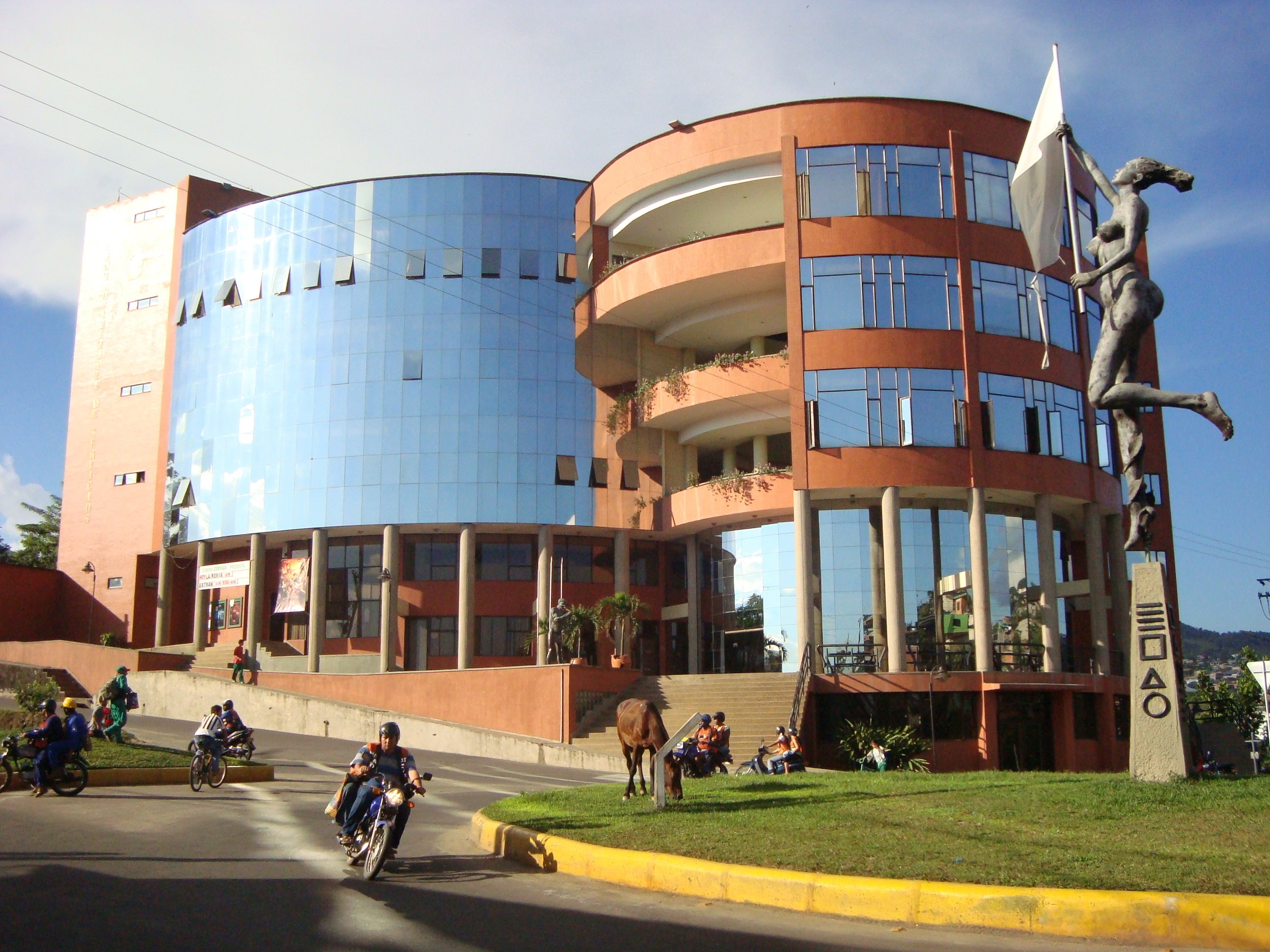
Edificio Victoria Regia de Comfaca.

### Edificio Victoria Regia
Abrió sus puertas el 17 de julio de 2002 y fue inaugurado de manera oficial el 20 de diciembre de ese mismo año. Allí funciona el Centro Múltiple de Servicios y Centro Cultural de la Caja de Compensación Familiar del Caquetá (Comfaca). En abril del año siguiente de puso en servicio la primera sala de cine moderna en Florencia.

### Edificio de la Cámara de Comercio de Florencia
Después de la constitución de la Cámara de Comercio de Florencia para el Caquetá en 1972, se empieza la construcción del nuevo edificio en 1986 y es inaugurado en noviembre de 1988. El edificio es una construcción moderna de 3 plantas que cuenta con un importante auditorio donde se desarrollan diversos eventos de promoción y capacitación.

### Plaza de toros de Santo Domingo
La plaza de toros de Santo Domingo se encuentra ubicada en el kilómetro 5 sobre la vía que de Florencia conduce al vecino municipio de Morelia, frente a las instalaciones de la Compañía de Ferias y Mataderos del Caquetá S.A. (Cofema) y cuenta con una capacidad de 4.200 espectadores. Fue construida en 1985 por encargo del extinto narcotraficante Leonidas Vargas.

## Parques y plazas

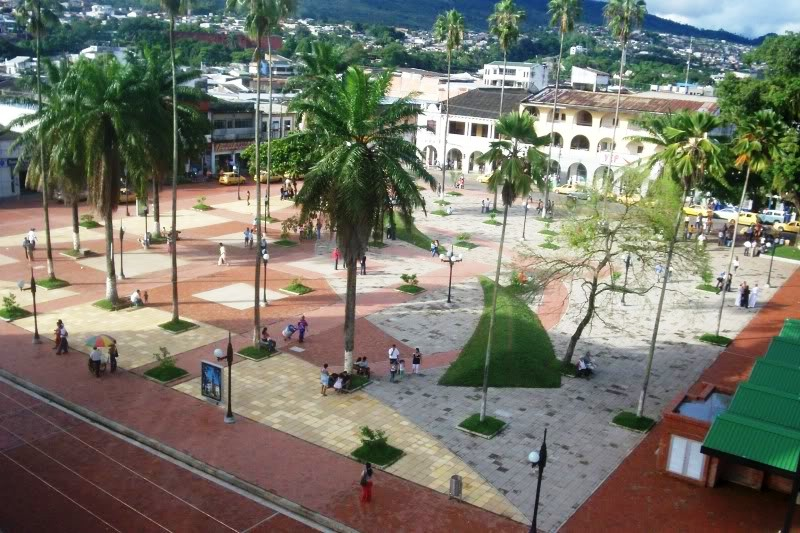
Plaza Pizarro, principal punto de encuentro en Florencia.

### Plaza Pizarro
Denominada así gracias a la donación de sus terreros hecha por parte del colono vallecaucano Pedro Antonio Pizarro, Senador de la República en el año de 1886, quien se encontraba en estas tierras en la época de la explotación del caucho. Con el apoyo de otros prestantes colonos, se ordena la construcción de la calle principal y como condición, decretan a los peones de la compañía “La Perdiz” construir sus casas alrededor de esta única vía.
En la década de los 40 se cambia su nombre al de Parque Santander en honor al centenario de la muerte del prócer de la independencia Francisco de Paula Santander. En el año 2007 la administración municipal remodela la plaza y la rebautiza nuevamente con su nombre original.

### Plaza San Francisco de Asís
Históricamente, esta sería la plaza principal del municipio de Florencia. Posteriormente se hizo una modificación a los planos ubicando la Plaza Pizarro como la principal, pero el significado que la población florenciana le ha dado, la ubica en igual grado de importancia. Si se observa desde la calle 13 con Carrera 12, se puede ver como sus dos obeliscos enmarcan la Catedral Nuestra Señora de Lourdes, construida a un costado de esta plaza.

### Plaza de banderas
De autoría de Henry Marlo Galviz Quintero, en esta plaza en forma de media luna se encuentran ubicadas en forma radial las 16 banderas de los municipios caqueteños. En el centro se encuentran las banderas del Caquetá y de Colombia y se complementa con el Monumento a la Paz situado frente a esta. Se localiza en la Avenida Circunvalar frente al edificio Victoria Regia.

### Parque Longitudinal Paseo de los Fundadores
Fue inaugurado en el año 2000 y transcurre paralelo a la Avenida Paseo de Los Fundadores. Cuenta con una longitud aproximada de 250 m de área verde. En este sitio se efectúan gran parte de los eventos sociales del municipio y en sus alrededores se ubica la zona rosa de la ciudad. En época de las celebraciones en honor a San Pedro se constituye en la calle del festival.

## Iglesias y santuarios

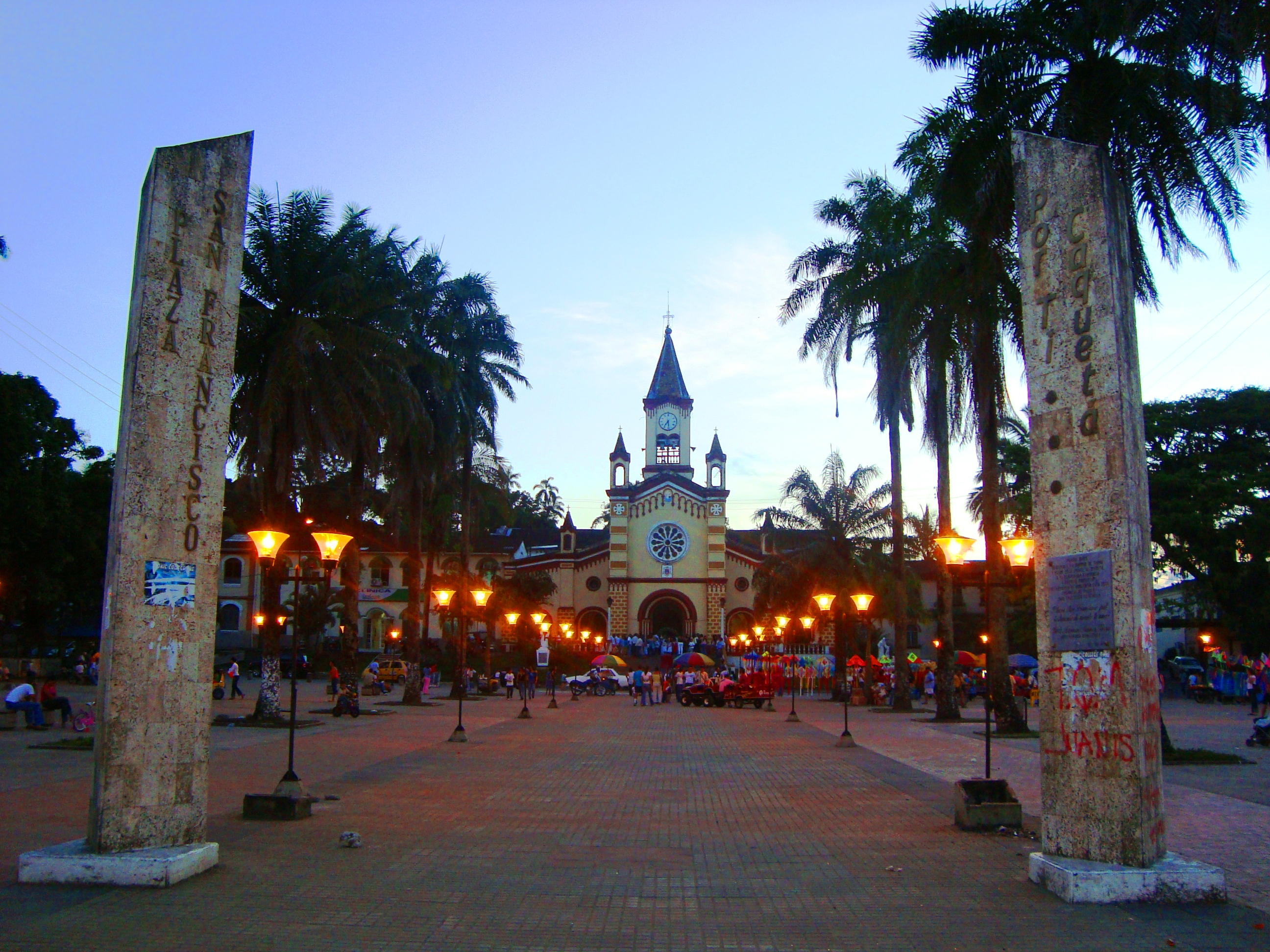
Catedral Nuestra Señora de Lourdes en la Plaza San Francisco al atardecer.

### Catedral Nuestra Señora de Lourdes
La Catedral Nuestra Señora de Lourdes en el principal templo de la Diócesis de Florencia. Su historia se remonta a principios del siglo XX, específicamente al 6 de agosto de 1906, cuando el cauchero Urbano Gutiérrez adquiere una estatua de la Virgen María como agradecimiento por sus prósperos negocios. El 20 de julio de 1932 se iniciaron las obras de construcción de la actual catedral bajo la dirección del fraile español Jaime de Igualada.

### Curia Episcopal
Cuenta con una hermosa arquitectura historicista colonial reflejada en su patio interior adornada con bellos jardines y arcos de medio punto. En este lugar se encuentran tres grandes obras que forman parte de la historia de Florencia: el busto de Fray Jaime de Igualada, la estatua original de la Virgen de Nuestra Señora de Lourdes y las copias del acta manuscritas de la fundación de Florencia por parte del capuchino Doroteo de Pupiales en el año 1902.

### Iglesia del Corazón Inmaculado de María
La Iglesia del Corazón Inmaculado de María es el segundo templo católico construido en Florencia y se localiza en la calle 27 N° 10 - 67 del barrio Torasso. Fue edificado por el padre consolato Ángel Cuniberti y entregado a la feligresía el 8 de diciembre de 1966.

### Santuario Divino Niño
El Santuario Divino Niño se localiza a 35 kilómetros de Florencia, en la vereda Tarqui (corregimiento El Caraño). Es uno de los dos centros de culto pertenecientes a la Vicaría de Nuestra Señora de Lourdes en la Diócesis de Florencia.

### Seminario Mayor San José
Se encuentra en el barrio Altos de la Pradera. Fue fundado por monseñor Ángel Cuniberti el día 19 de marzo de 1965 en conmemoración a la fiesta patronal de San José. Los encargados de la construcción de estas instalaciones fueron los padres Ezio Soma y Juan Viessi.

### Monasterio Divino Redentor
Monasterio perteneciente a la orden de las hermanas Clarisas, inaugurado el 4 de abril de 1977 por monseñor Ángel Cuniberti. Se ubica en el barrio Altos de la Pradera. La capilla que hace parte del monasterio fue remodelado hace algunos años con motivo de la celebración de las bodas de plata de la presencia de las Clarisas en territorio caqueteño.

## Sitios arqueológicos

### Petroglifos de El Encanto
Grabados en piedra en el sitio conocido como “El Encanto”, en la margen izquierda del río Hacha, a la altura del barrio Torasso. Los petroglifos se localizan en la parte inferior de la roca en dos de sus caras, formando un conjunto que se extiende por 16 metros de longitud por un metro de altura. Su creación se atribuye a la etnia andakí.
La piedra grabada de El Encanto se encuentra en la parte inferior del cañón del río Hacha; forma parte de un estrato rocoso que aflora sobre las paredes del cañón en ambas márgenes. Los bajorrelieves fueron hechos sobre el zócalo de la gran roca que forma un abrigo natural. Los motivos que se encuentran en la roca son muy particulares. Se consideran importantes para un análisis más detallado sobre el arte rupestre de la región y su relación o diferencia con manifestaciones rupestres de otras zonas.

### Maloca Huitoto
Casa comunitaria ancestral de la etnia huitoto ubicada en la vereda El Manantial, a 5 km del centro de Florencia. En este lugar todavía es posible presenciar las reuniones de los miembros de esta comunidad, quienes se congregan para practicar sus rituales, danzas y fiestas.

## Galería de imágenes

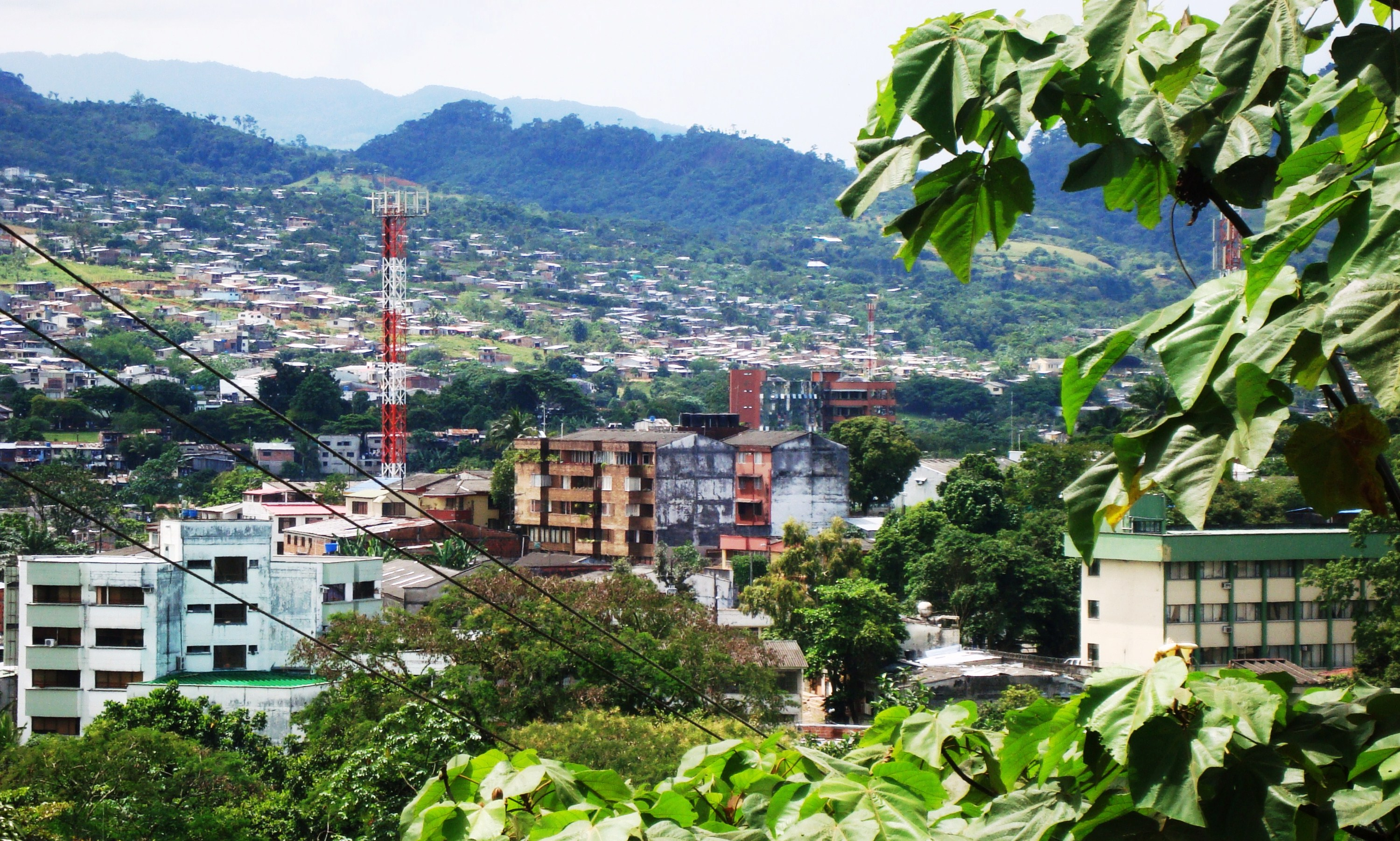
Florencia emerge de entre la selva amazónica.
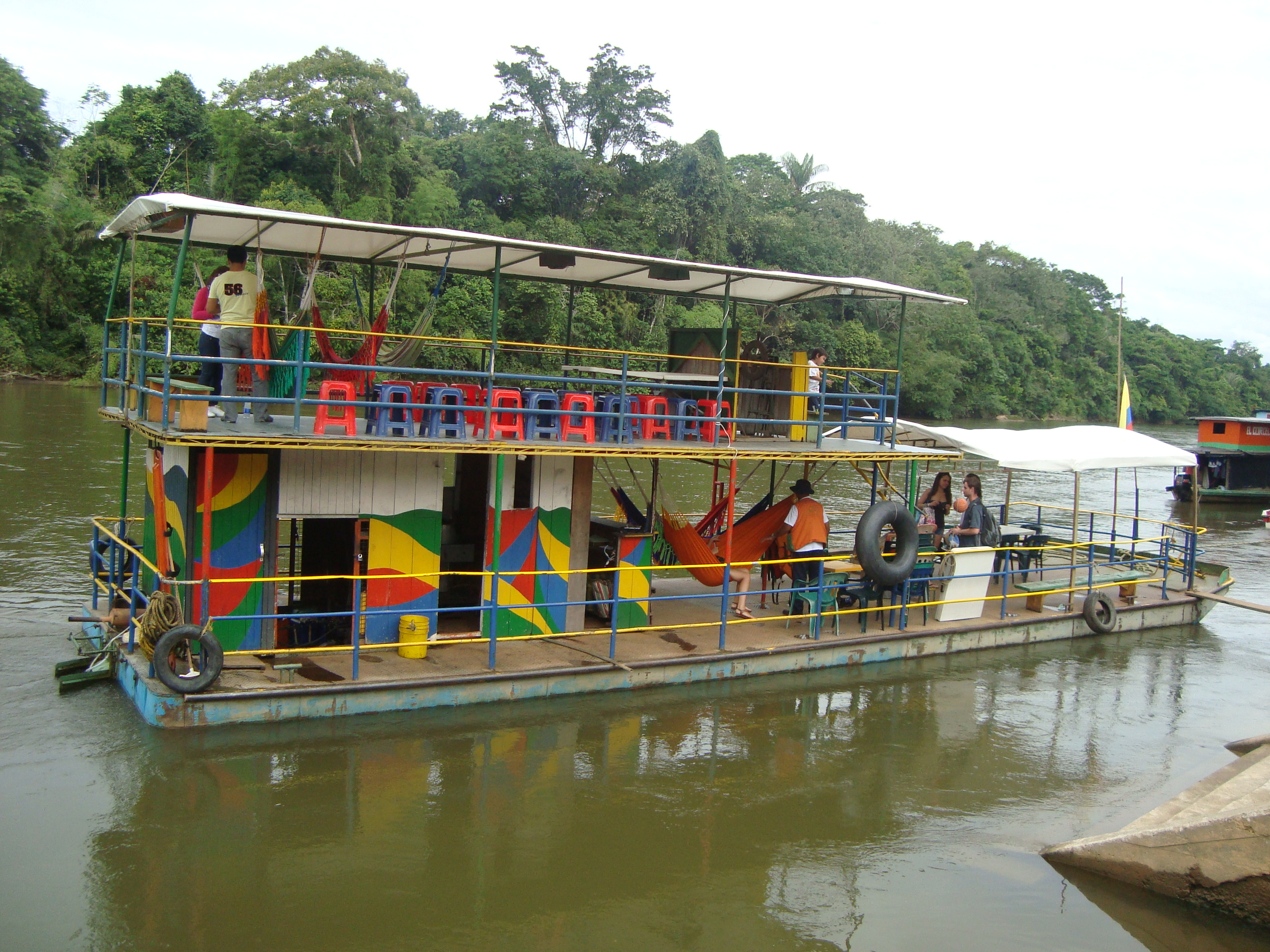
Recorrido turístico en ferry por el río Orteguaza.
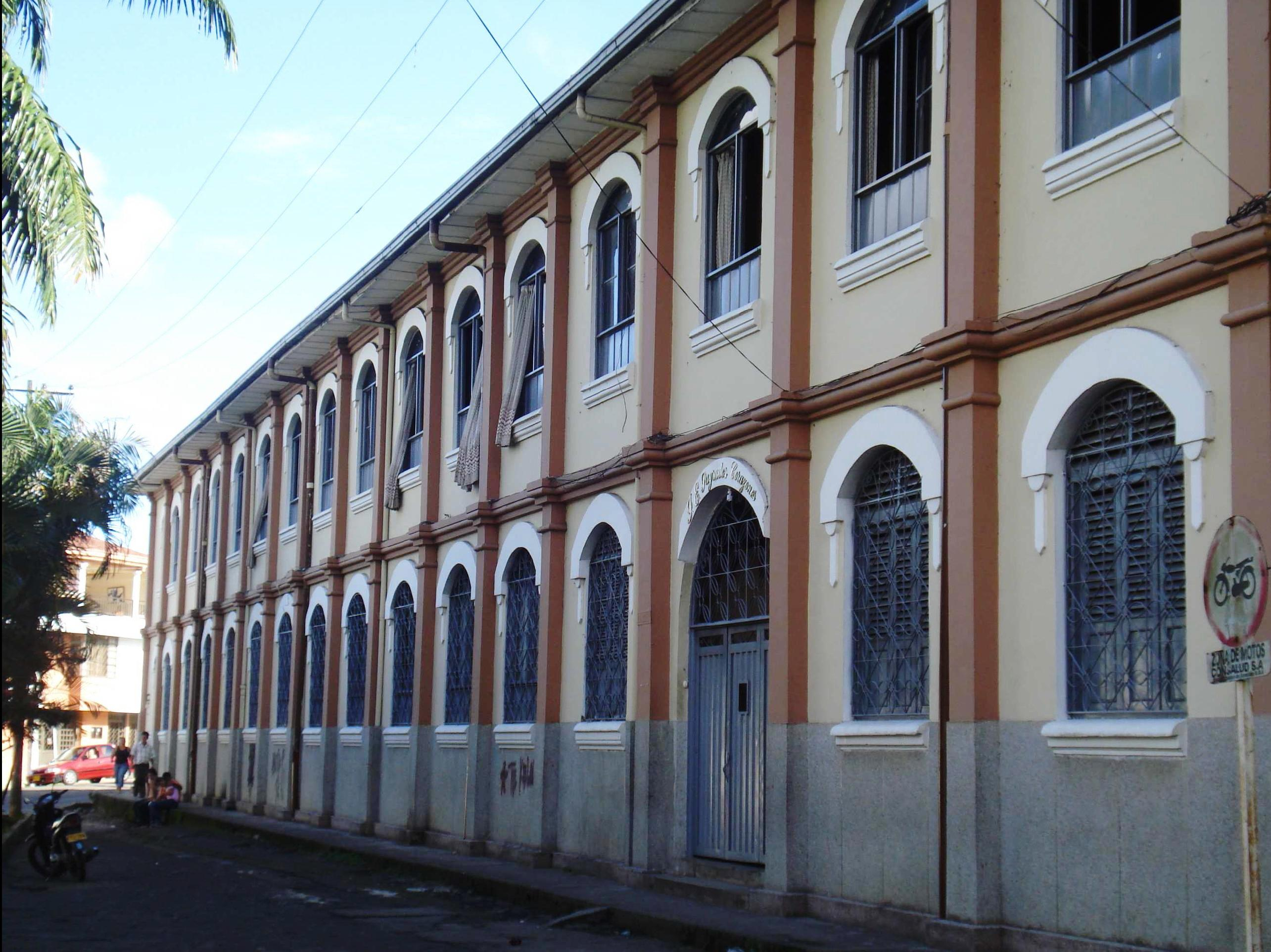
Edificio del Colegio de los Sagrados Corazones.
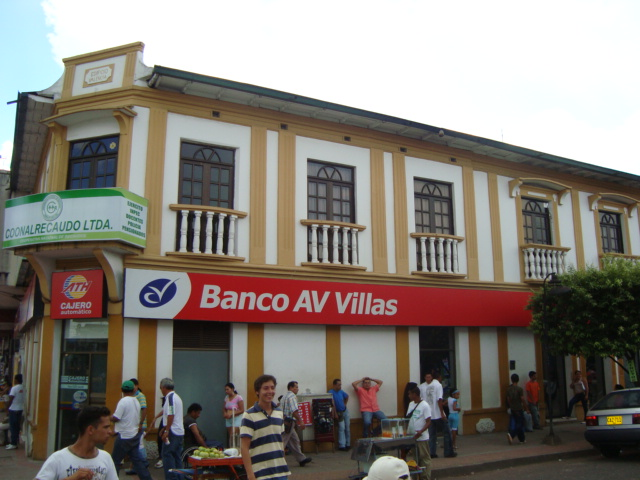
Casa Valencia, de arquitectura historicista.
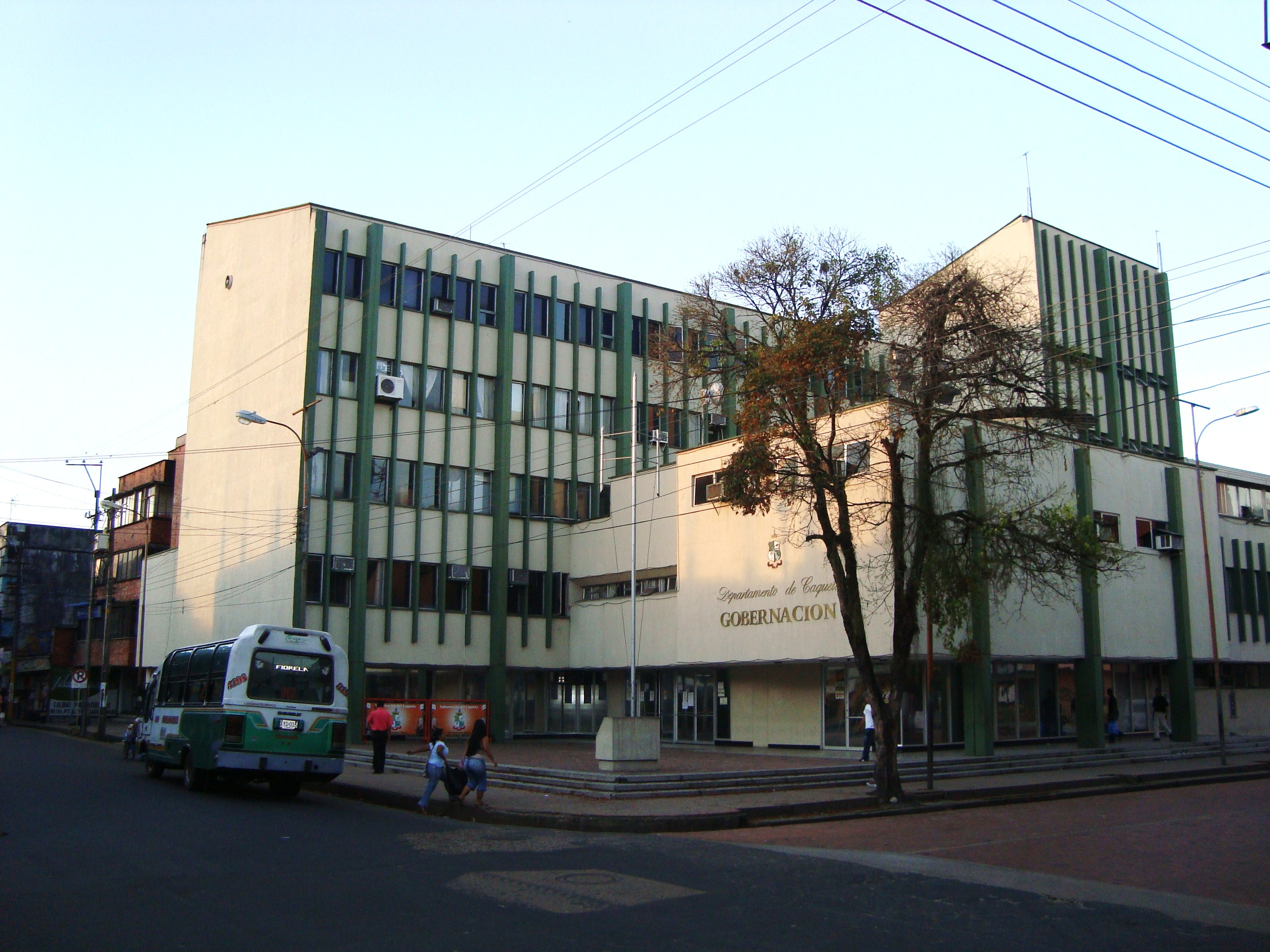
Edificio de la Gobernación de Caquetá.
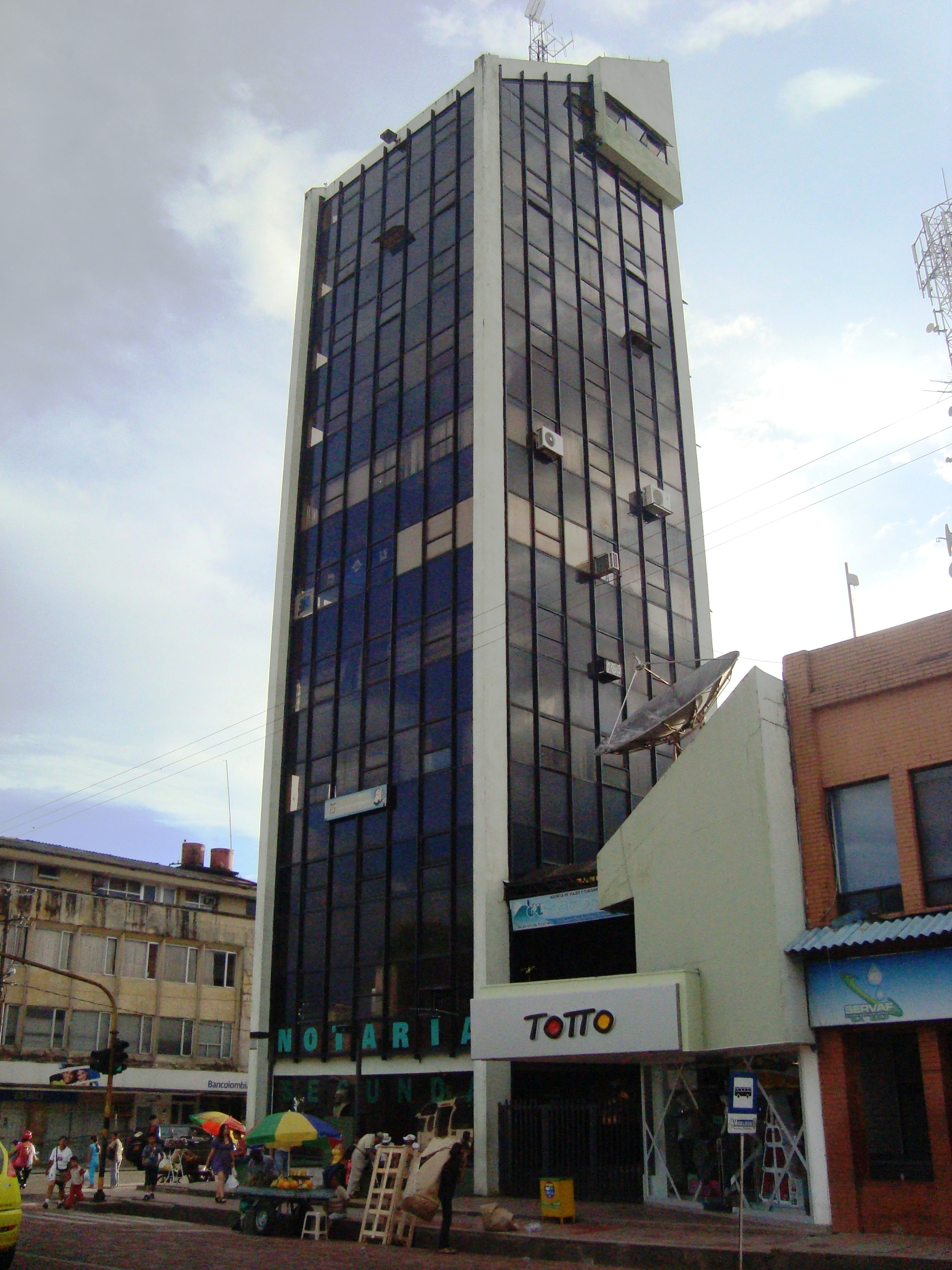
Torre Jorge Eliécer Gaitán en el centro de Florencia.
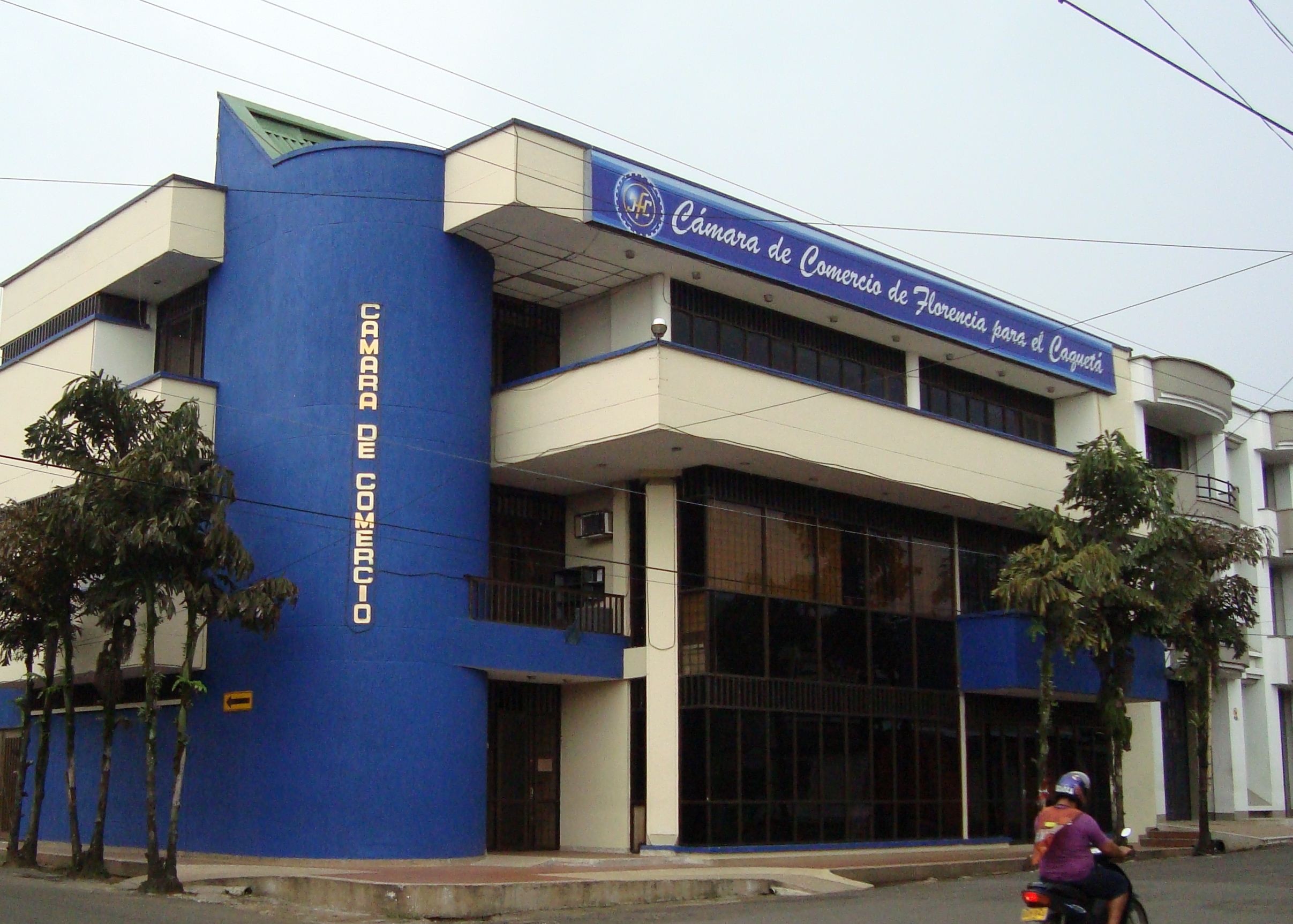
Cámara de Comercio de Florencia para el Caquetá.
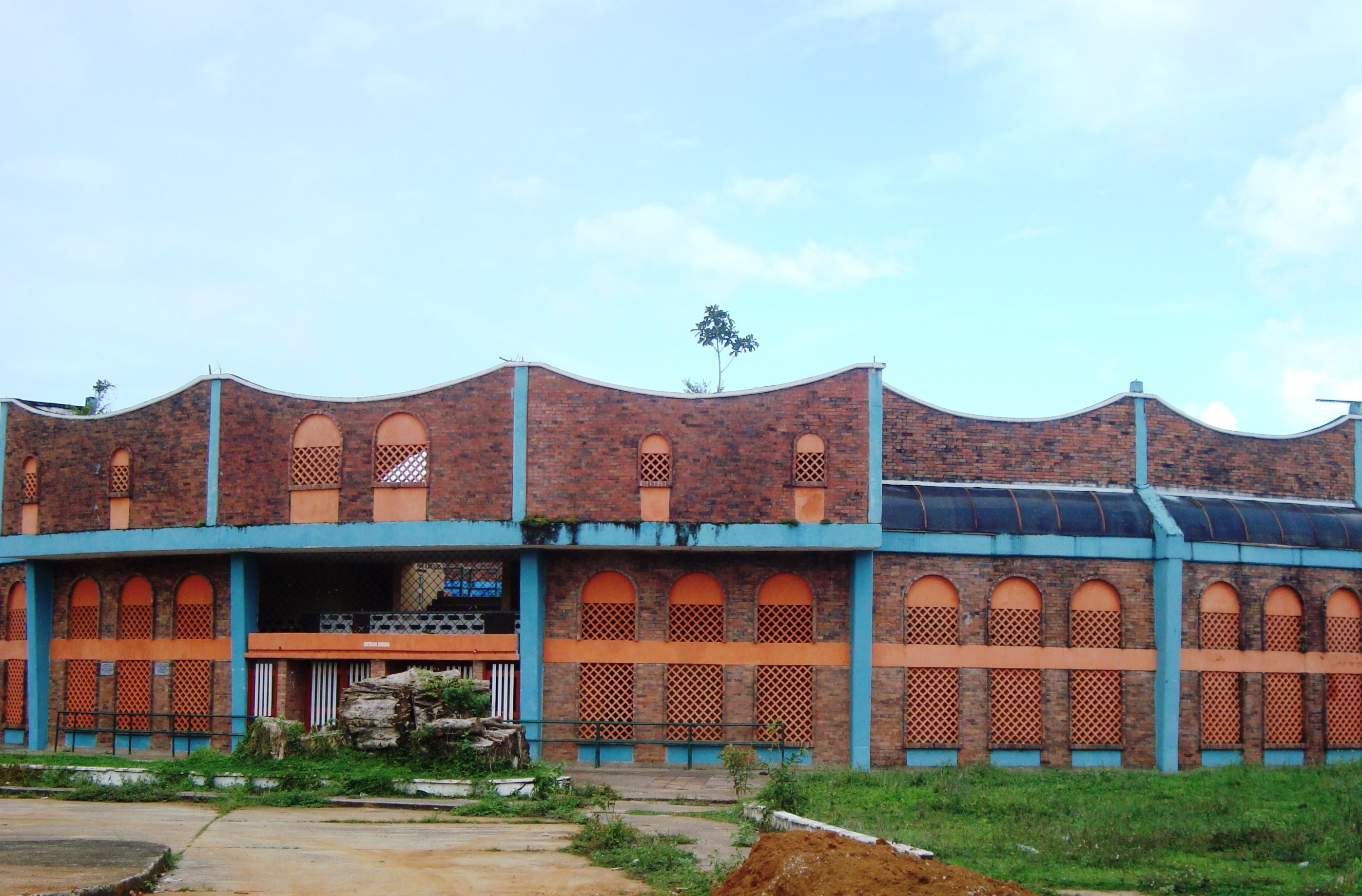
Plaza de toros de Santo Domingo.
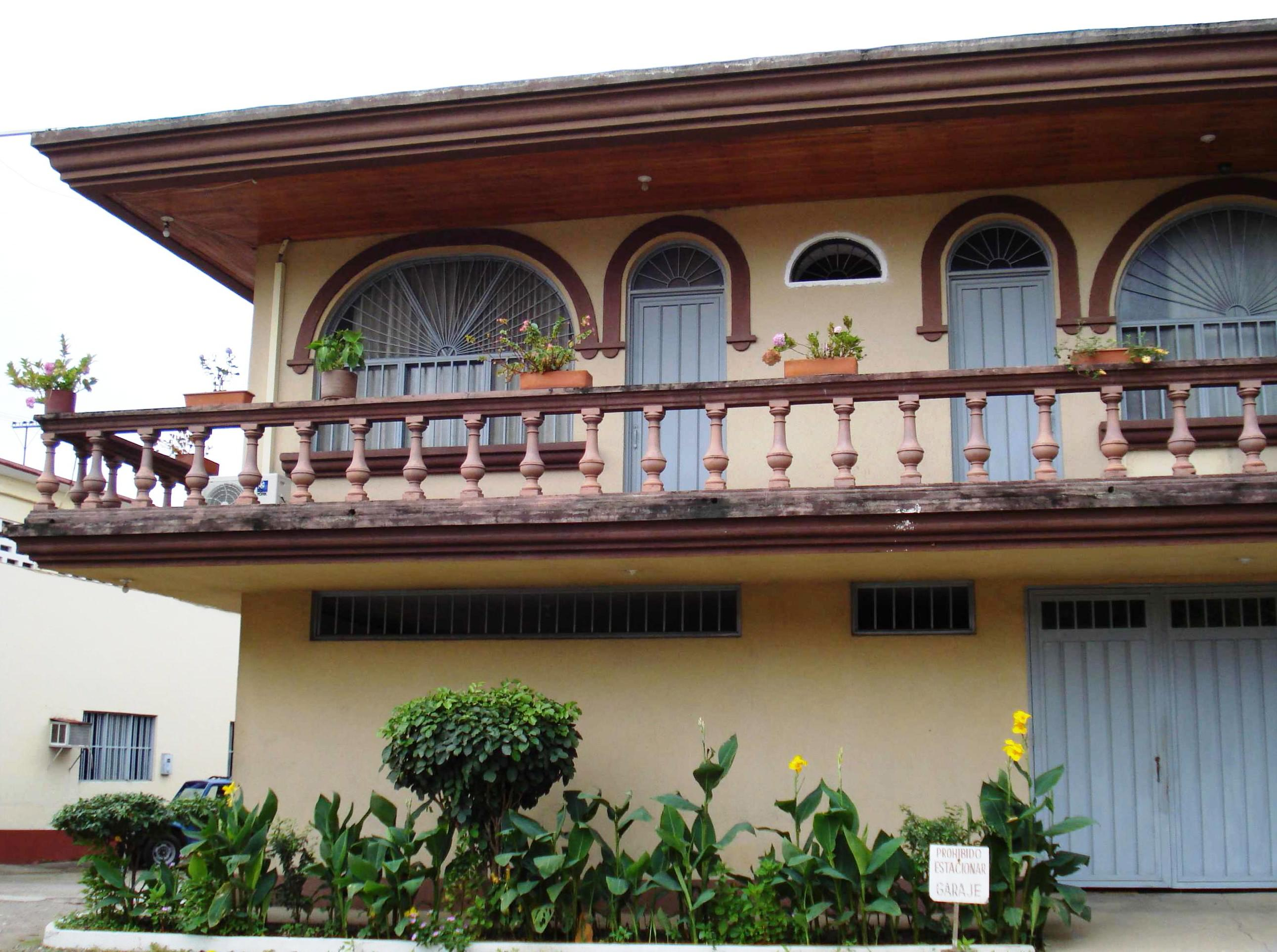
Curia Episcopal (Diócesis de Florencia.